# Manuel González Vicente
Manuel González Vicente, más conocido como Manuel G. Vicente, nacido en Vigo en 1958, es un fotógrafo gallego. 

## Trayectoria
Colaboró con La Voz de Galicia, la Revista del Colegio Arquitectos de Galicia y la Revista Gallega de Educación.
Expuso desde 1983. En la Sala de los Muelles de Vigo, en la II (1986) y IV (1990) Fotobienal de Vigo, y en las exposiciones sobre los refugiados saharauis (1995, 1997 y 1998).

## Obras bibliográficas
- Santiago de Compostela (1989), con textos de Xosé Filgueira Valverde, ed. trilingüe, Ir Indo, ISBN 84-7680-025-8.
- Baiona (1992), con textos de Xosé Francisco Armesto Faginas, ed. trilingüe, Ir Indo, ISBN 84-7680-086-X.
- O Camiño de Santiago (1992), con Basilio Losada, ed. trilingüe, Ir Indo, ISBN 84-7680-085-1
- Peregrinos (1999), ed. trilingüe, Edicións Xerais de Galicia, ISBN 84-8302-373-3.
- A casa da duna (2002), con Francisco Alonso Villaverde, Edicións Xerais de Galicia, ISBN 978-84-8302-871-1.[1]
- Ahora Ourense. Tienes que verla (2006), con Xaime Noguerol y José-Manuel Doniz Freire, DuenDeBux, ISBN 978-84-933817-4-5.[2]
- Pedras de Compostela (2009), Edicións Xerais de Galicia, ISBN 978-84-9782-894-9.
- Os ollos do Contomar (2009), Espazo Lectura, Concello de Gondomar.[3]
- Álbum de fotos de persoas maiores galegas (2009), con Encarna Álvarez Gallego.
- Transición (2011), de Francisco Alonso Villaverde, Franouren Ediciones, Ourense, ISBN 978-84-939582-0-6.[4]
- Catoira, chave e selo de Galicia (2011), Concello de Catoira.[5]
- A araña e máis eu (2011), Kalandraka, ISBN 978-84-8464-534-4 (e as versións en castelán, inglés, italiano e portugués).[6]
- Actos conmemorativos do 75 aniversario do pasamento do Dr. Manuel Díaz González [1886-1936] O Pequeniño do Incio (2012).[7]